# Paul Duplessis
Pour les articles homonymes, voir Duplessis.
Paul Duplessis, né Paul Du Plessis-Pégasse à Châteaugiron le 28 mars 1819 et mort à Paris 9e le 11 juillet 1861, est un écrivain français.

## Biographie
Fils de Germain Pierre Marie Louis Du Plessis-Pégasse, propriétaire, et de Françoise Julienne de la Barre de Nanteuil, son épouse, Paul Du Plessis-Pégasse naît à Châteaugiron en 1819.

### Théâtre et romans d'aventure
Il publie, sous le nom de Paul Duplessis, plusieurs romans d'aventures, ainsi que de nombreuses poésies populaires et pièces de théâtre.
Dans Les Chercheurs d'or du Sacramento, Paul Duplessis met en scène la ruée vers l'or en Californie. Selon Simon Jeune, il s'agit d'un « mélodrame insignifiant ».
Émile Chevalet, écrivain contemporain de Duplessis, juge ainsi le roman de Duplessis intitulé Les Boucaniers : « Voilà un roman qui se lit avec la même voracité que les Trois Mousquetaires ou Monte-Christo et qui est traité absolument dans les mêmes conditions. Dire cela, c'est faire à la fois l'éloge et la critique des Boucaniers ».
Dans son roman Les Mormons, en plusieurs volumes et atteignant 1600 pages, Paul Duplessis raconte l'enlèvement de deux sœurs parisiennes par les mormons et leur délivrance par leur frère. Ce roman est l'occasion de décrire l'Ouest américain et les mœurs des mormons,,.
- Oeuvres de Paul Duplessis
- Les Boucaniers, tome I (1853)
- Le Batteur d'estrade (1856)
- Le Tigre de Tanger (1857)
- Aventures mexicaines (1860)
- Les Peaux-Rouges (1864)
- Les Étapes d'un volontaire (1866)

### Une Amérique rêvée
Paul Duplessis voyage au Mexique, dans la Sonora, ce qui nourrit ses récits, qui peuvent être considérés comme participant d'une préfiguration de l'intervention française au Mexique,. Il met à profit l'intérêt du public français pour la Californie et le Mexique pour y situer les aventures de ses personnages des Aventures   mexicaines, de La Sonora et du Batteur d'estrade.
Dans Les Peaux-Rouges, on trouve un ensemble de récits d'aventures et de guerres indiennes. On y rencontre également des animaux sauvages comme le grizzly, dépeint comme particulièrement cruel.
Les romans d'aventures de Paul Duplessis s'inscrivent dans un courant, également illustré par Gustave Aimard, qui se situe dans le sillage de Fenimore Cooper et offre aux lecteurs français une Amérique rêvée, que les Français s'approprient par l'imaginaire. C'est dans ses romans, comme dans ceux d'Émile-Henri Chevalier et de Gustave Aimard et dans les récits de Gabriel Ferry et de Louis-Xavier Eyma, que se constitue l'image que les Français se font des Apaches. Les romans de Paul Duplessis participent donc de la constitution d'une culture de masse française de l'Ouest américain,.
Il meurt à Paris à l'âge de 42 ans. Il est inhumé trois jours plus tard au cimetière de Montmartre.

## Œuvres
- Marc Fournier et Paul Duplessis, Les Chercheurs d'or du Sacramento (Drame en cinq actes et six tableaux joué au Théâtre de la Porte Saint-Martin), 1850 (lire en ligne).
- Les Boucaniers, Paris, L. De Potter, 1853-1854 (lire en ligne).
- Le capitaine Bravaduria, Paris, Alexandre Cadot, 299+302 (lire en ligne).
- Les Étapes d'un volontaire, Paris, Alexandre Cadot, 1854 (lire en ligne).
- Un Monde inconnu, Paris, Alexandre Cadot, 1855, 354 p. (lire en ligne).
- Le Batteur d'estrade, Paris, Alexandre Cadot, 1856 (lire en ligne).
- Le Tigre de Tanger, Paris, Alexandre Cadot, 1857 (lire en ligne).
- Aventures mexicaines, Paris, Alexandre Cadot, 1860, 324 p. (lire en ligne).
- L'Illustre Polinario, Paris, Alexandre Cadot, 1861, 328 p. (lire en ligne).
- Les Peaux-Rouges, Paris, Alexandre Cadot, 1864, 311 p. (lire en ligne).